# Giorgio Cherobosco
Giorgio Cherobosco (in greco Γεώργιος Χοιροβοσκός? Gheṑrghios Choiroboskòs; in latino Georgius Choeroboscus; VIII secolo – IX secolo) è stato un grammatico bizantino.

## Biografia
Molti dati biografici su Giorgio Cherobosco sono incerti. Si è pensato a lungo che fosse vissuto nel VI secolo: non prima, perché cita Giovanni Filopono (490–570), Giovanni di Charax  e Stefano di Bisanzio (entrambi del VI secolo). Tuttavia nei suoi Epimerismi in Psalmos, Giorgio Cherobosco cita anche Clemente Innografo, un monaco che visse durante la seconda iconoclastia (815-843) e Andrea Peros, che visse nello stesso periodo; non può essere vissuto oltre la metà del IX secolo perché le sue opere sono citate nel Etymologicum Genuinum, un'enciclopedia bizantina della metà del IX secolo. Non è noto se "Cherobosco" (in greco χοιροβοσκός significa "guardiano di maiali") fosse un soprannome che alludeva a una sua attività precedente oppure fosse il cognome. Era nato probabilmente a Costantinopoli, fu diacono, archivista ecclesiastico (χαρτοφύλαξ chartophỳlax), ed ebbe il titolo di διδάσκαλος οἰκουμενικός, didàskalos oikūmenicòs, ossia insegnante presso la scuola ecumenica di Costantinopoli. I suoi lavori sopravvissuti, più che trattati, sembrano appunti presi a lezione dagli allievi.
Tra le sue opere, pervenute fino a noi solo in parte, sono importanti per la storia della grammatica greca:
- il Commentarius in Hephaestionem, cioè all'Ἐγχειρίδιον περὶ μέτρων ("Manuale di metrica") di Efestione[5];
- un commento ai Salmi (Epimerismi in Psalmos);
- gli scolii ai Canoni sulla declinazione dei nomi e dei verbi di Teodosio d'Alessandria (Prolegomena et scholia in Theodosii Alexandrini canones); questi ultimi ebbero vasta diffusione in epoca umanistica ad opera di Giano Lascaris e di Urbano Bolzanio[6].